# Trumbuja
Trumbuja je majhen nenaseljen otoček v Medulinskem zalivu v hrvaškem delu Istre.
Otoček leži med rtom Školjić pri Premanturi ter otočkom Cejo, od katere je oddaljen okoli 1 km. Njegova površina meri 0,022 km². Dolžina obalnega pasu je 0,53 km. Najvišji vrh je visok 11 mnm.